# Janet Yellen
Janet Louise Yellen, född 13 augusti 1946 i Brooklyn i New York, är en amerikansk nationalekonom. Hon var mellan 2014 och 2018 ordförande för Federal Reserve System. Yellen var mellan 2021 och 2025 USA:s finansminister i Joe Bidens kabinett.

## Biografi
Yellen är professor emerita vid Berkeleyuniversitetet och har undervisat vid Harvard och på London School of Economics. Hon har tidigare varit chef för Federal Reserve i San Francisco och var under 1990-talet rådgivare i Vita huset under den dåvarande president Clinton. 2010 blev Yellen vice ordförande i Federal Reserve System och nominerades i oktober 2013 till att efterträda Ben Bernanke på posten som ordförande för banken. 3 februari 2014 svors hon in och blev då den första kvinnan någonsin på posten och den första demokraten på 25 år.

## USA:s finansminister
Den 30 november 2020 meddelade USA:s blivande president Joe Biden att han skulle att nominera Yellen till finansminister. Den 25 januari 2021 röstade USA:s senat för att godkänna henne på posten och hon blev därmed USA:s första kvinnliga finansminister.

## Privatliv
Janet Yellen är gift med nationalekonomen George Akerlof som tilldelades Sveriges Riksbanks pris i ekonomisk vetenskap till Alfred Nobels minne 2001. Tillsammans har de sonen Robert som undervisar i ekonomi vid University of Warwick i England.